# José Rizo Castellón
José Rizo Castellón (Jinotega, Nicaragua, 27 de septiembre de 1944 - Valparaíso, Chile, 23 de abril de 2019) fue un político nicaragüense que ejerció el cargo de vicepresidente de Nicaragua entre 2002 y 2005 durante el gobierno de Enrique Bolaños Geyer.

## Carrera política
Estaba afiliado al Partido Liberal Constitucionalista (PLC). Se graduó de abogado en la Universidad Centroamericana (UCA), de la capital Managua; también estudió economía en la London School of Economics británica.
Rizo fue el candidato presidencial del PLC en las elecciones de 2006 en las que quedó en tercer lugar detrás de Daniel Ortega y Eduardo Montealegre, recibiendo 25,11 % de los votos. José Antonio Alvarado fue su candidato a vicepresidente.